# Línea N200 (Interurbanos Madrid)
La línea N200 de la red de autobuses interurbanos de Madrid une en un recorrido circular el centro de Alcalá de Henares con Villalbilla.

## Características
Esta línea nocturna une el municipio de Alcalá de Henares con Villalbilla, de manera circular, en un trayecto de 45 minutos de duración. Algunas expediciones prestan servicio a las urbanizaciones Zulema y El Viso, en vez de recorrer el centro de Villalbilla.
Creada el 31 de enero de 2020 se trata de la única línea interurbana nocturna con la denominación N (esto es, las que circulan todos los días de la semana) que no parte de Madrid, si no de Alcalá de Henares, convirtiendo a Villalbilla en el único municipio de la Comunidad de Madrid que no tiene autobús nocturno directo con la capital pero sí servicio nocturno toda la semana.
Su recorrido por el centro de Villalbilla es casi idéntico a aquel que hace la línea 272 y el que hace por las urbanizaciones Zulema y El Viso es muy similar al que hace la línea 231.
La línea mantiene los mismos horarios todo el año (exceptuando las vísperas de festivo y festivos de Navidad).
Está operada por la empresa Castromil a través de Monbus mediante la concesión administrativa VCM-204 - Alcalá de Henares - Los Santos de la Humosa (Viajeros Comunidad de Madrid) del Consorcio Regional de Transportes de Madrid.
1. ↑  «Amplíamos la red de líneas nocturnas en todos los municipios de más de 10.000 habitantes». www.comunidad.madrid. Consultado el 17 de diciembre de 2023.

### Sublíneas
Aquí se recogen todas las distintas sublíneas que ha tenido la línea N200. La denominación de sublíneas que utiliza el CRTM es la siguiente:
- Número de línea (N200)
- Sentido de circulación (1 ida, 2 vuelta)
- Número de sublínea

Por ejemplo, la sublínea N200102 corresponde a la línea N200, sentido 1 (ida) y el número 02 de numeración de sublíneas creadas hasta la fecha.
| Ida     | Ruta | Itinerario                       | Vuelta  | Ruta                            | Itinerario                      |
| N200101 | -    | Alcalá - Villalbilla - Alcalá    | N200201 | No existe la ruta "-" de vuelta | No existe la ruta "-" de vuelta |
| N200102 | u    | Alcalá - Urbanizaciones - Alcalá | N200202 | No existe la ruta "u" de vuelta | No existe la ruta "u" de vuelta |

## Horarios
| Todos los días                |       |       |       |       |
| Alcalá > Villalbilla > Alcalá |       |       |       |       |
| 00:00                         | 01:00 | 02:30 | 03:30 | 05:00 |

1. 1 2 3  Por urbanizaciones, no pasa por el centro de Villalbilla

Pasa por El Gurugú aproximadamente 15 minutos después de su salida de Alcalá de Henares, y vuelve a pasar por El Gurugú hacia Alcalá de Henares aproximadamente 30 minutos después de su salida de Alcalá de Henares. Duración del recorrido circular completo aproximadamente 45 minutos.

## Recorrido y paradas

### Ruta por Villalbilla
| Código | Zona | Localidad         | Denominación                                                  | Ubicación                             | Líneas de la parada                              |
| ------ | ---- | ----------------- | ------------------------------------------------------------- | ------------------------------------- | ------------------------------------------------ |
| 12782  |      | Alcalá de Henares | Vía Complutense - Calle Barrio Ledesma                        | Vía Complutense Nº111                 | 223 231 232 251 252 254 255 824 FS2 N200 N202 11 |
| 12784  |      | Alcalá de Henares | Vía Complutense - Calle Tuy                                   | Vía Complutense Nº103                 | 223 231 232 251 252 254 255 824 FS2 N200 N202 11 |
| 19416  |      | Alcalá de Henares | Vía Complutense - Calle de Brihuega                           | Vía Complutense Nº51                  | 223 231 232 251 252 254 255 FS2 N200 N202        |
| 09465  |      | Alcalá de Henares | Calle Demetrio Ducas - Escuela Infantil                       | Calle Demetrio Ducas S/N.º            | 271 272 275 N200 2 5                             |
| 07219  |      | Alcalá de Henares | Paseo de Pastrana - Plaza Puerta del Vado                     | Plaza Puerta del Vado Nº2             | 271 272 275 N200                                 |
| 12415  |      | Alcalá de Henares | Paseo de Pastrana - Calle del Río Ter                         | Paseo de Pastrana Nº2                 | 231 232 260 271 272 275 320 N200                 |
| 08996  |      | Villalbilla       | Carretera M-204 - El Gurugú                                   | Carretera M-204 S/N.º                 | 271 272 275 N200                                 |
| 15367  |      | Villalbilla       | Carretera M-204 - Polígono Industrial El Gurugú               | Carretera M-204 km. 4,1               | 271 272 N200                                     |
| 15162  |      | Villalbilla       | Carretera M-204 - Polígono Industrial Los Bordales            | Calle Blasco de Garay Nº23            | 271 272 N200                                     |
| 15164  |      | Villalbilla       | Carretera M-233 - Parque Arroyo del Tesoro                    | Carretera de Valdeáguila Nº1          | 271 272 N200                                     |
| 17765  |      | Villalbilla       | Carretera de Valdeláguila - Polideportivo                     | Carretera de Valdeáguila Nº1          | 271 272 N200                                     |
| 12535  |      | Villalbilla       | Calle Madreselva - Carretera de Valdeáguila                   | Carretera de Valdeáguila Nº8          | 271 272 N200                                     |
| 12537  |      | Villalbilla       | Calle Espliego - Calle del Tomillo                            | Calle Espliego Nº21                   | 271 272 N200                                     |
| 12539  |      | Villalbilla       | Avenida del Romero - Calle del Tomillo                        | Avenida del Romero Nº56               | 271 272 N200                                     |
| 12541  |      | Villalbilla       | Avenida del Romero - Calle Espliego                           | Avenida del Romero Nº25               | 271 272 N200                                     |
| 20173  |      | Villalbilla       | Avenida del Romero - Calle Mirto                              | Avenida del Romero Nº1                | 271 272 N200                                     |
| 12542  |      | Villalbilla       | Avenida de la Olimpiada - Club de Golf                        | Avenida de la Olimpiada Nº14          | 271 272 N200                                     |
| 08993  |      | Villalbilla       | Avenida de la Urba - Urbanización El Robledal                 | Avenida de la Urba Nº5                | 271 272 N200                                     |
| 17760  |      | Villalbilla       | Calle Hayedo de Montejo - Calle de la Peña de Francia         | Calle Hayedo de Montejo Nº33          | 271 272 N200                                     |
| 17757  |      | Villalbilla       | Camino de Corpa - Calle de la Sierra de la Demanda            | Camino de Corpa Nº34                  | 271 272 N200                                     |
| 17754  |      | Villalbilla       | Avenida de los Parques Naturales - Calle del Lago de Sanabria | Avenida de los Parques Naturales Nº5  | 271 272 N200                                     |
| 17752  |      | Villalbilla       | Avenida de los Parques Naturales - Calle Arribes del Duero    | Avenida de los Parques Naturales Nº30 | 271 272 N200                                     |
| 08994  |      | Villalbilla       | Villalbilla - Plaza del Quiosco                               | Calle de Mondéjar Nº28                | 232 271 272 N200                                 |
| 15161  |      | Villalbilla       | Carretera M-204 - Polígono Industrial Los Bordales            | Carretera M-204 S/N.º                 | 271 272 N200                                     |
| 17767  |      | Villalbilla       | Carretera M-204 - Estación de Servicio                        | Carretera M-204 km. 38,7              | 271 272 N200                                     |
| 15366  |      | Villalbilla       | Carretera M-204 - Polígono Industrial El Gurugú               | Carretera M-204 km. 39,7              | 271 272 N200                                     |
| 12040  |      | Villalbilla       | Carretera M-204 - El Gurugú                                   | Carretera M-204 S/N.º                 | 271 272 N200                                     |
| 08999  |      | Villalbilla       | Carretera M-300 - El Gurugú                                   | M-300 km. 23,8                        | 231 232 260 271 272 320 N200                     |
| 12416  |      | Alcalá de Henares | Paseo de Pastrana - Calle de Bolarque                         | Paseo de Pastrana Nº34                | 231 232 260 271 272 320 N200                     |
| 06976  |      | Alcalá de Henares | Plaza Puerta del Vado - Paseo de las Moreras                  | Plaza Puerta del Vado Nº3             | 260 271 272 320 N200 2                           |
| 20659  |      | Alcalá de Henares | Calle Demetrio Ducas - Avenida de Madrid                      | Calle Demetrio Ducas Nº1              | 271 272 N200 2 5                                 |
| 19419  |      | Alcalá de Henares | Vía Complutense - Calle de la Ribera                          | Vía Complutense Nº46                  | 223 231 232 251 252 254 255 FS2 N200 VAC-243     |
| 12785  |      | Alcalá de Henares | Vía Complutense - Calle Tuy                                   | Vía Complutense Nº78                  | 223 231 232 251 252 254 255 824 FS2 N200 N202 11 |
| 12783  |      | Alcalá de Henares | Vía Complutense - Calle Barrio Ledesma                        | Vía Complutense Nº118                 | 223231232251252254255824 FS2 N200N202 11         |

1. 1 2 3 4 5 6 7 8 9  Sólo permite el descenso de viajeros

### Ruta por urbanizaciones
| Código | Zona | Localidad         | Denominación                                                                    | Ubicación                                        | Líneas de la parada                              |
| ------ | ---- | ----------------- | ------------------------------------------------------------------------------- | ------------------------------------------------ | ------------------------------------------------ |
| 12782  |      | Alcalá de Henares | Vía Complutense - Calle Barrio Ledesma                                          | Vía Complutense Nº111                            | 223 231 232 251 252 254 255 824 FS2 N200 N202 11 |
| 12784  |      | Alcalá de Henares | Vía Complutense - Calle Tuy                                                     | Vía Complutense Nº103                            | 223 231 232 251 252 254 255 824 FS2 N200 N202 11 |
| 19416  |      | Alcalá de Henares | Vía Complutense - Calle de Brihuega                                             | Vía Complutense Nº51                             | 223 231 232 251 252 254 255 FS2 N200 N202        |
| 09465  |      | Alcalá de Henares | Calle Demetrio Ducas - Escuela Infantil                                         | Calle Demetrio Ducas S/N.º                       | 271 272 275 N200 2 5                             |
| 07219  |      | Alcalá de Henares | Paseo de Pastrana - Plaza Puerta del Vado                                       | Plaza Puerta del Vado Nº2                        | 271 272 275 N200                                 |
| 12415  |      | Alcalá de Henares | Paseo de Pastrana - Calle del Río Ter                                           | Paseo de Pastrana Nº2                            | 231 232 260 271 272 275 320 N200                 |
| 08998  |      | Villalbilla       | Carretera M-300 - El Gurugú                                                     | M-300 km. 22,8                                   | 231 232 260 320 N200                             |
| 17497  |      | Villalbilla       | Carretera M-300 - Plaza de Rubén Darío                                          | M-300 km. 19,6                                   | 231 N200                                         |
| 13007  |      | Villalbilla       | Calle Escocia - Urbanización Peñas Albas                                        | Calle Escocia Nº63                               | 231 N200                                         |
| 13008  |      | Villalbilla       | Avenida de España - Centro Comercial                                            | Avenida de España Nº1                            | 231 N200                                         |
| 13009  |      | Villalbilla       | Avenida Dinamarca - Calle Suiza                                                 | Avenida Dinamarca Nº3                            | 231 N200                                         |
| 17770  |      | Villalbilla       | Avenida de Soria - Urbanización Zulema                                          | Avenida de Soria Nº1                             | 231 N200                                         |
| 20703  |      | Villalbilla       | Avenida de Madrid - Centro de Salud                                             | Avenida de Madrid Nº1                            | 231 232 N200                                     |
| 09673  |      | Villalbilla       | Avenida de Madrid - Calle Lanzarote                                             | Avenida de Madrid S/N.º                          | 231 232 N200                                     |
| 20706  |      | Villalbilla       | Avenida de Madrid - Centro de Salud                                             | Avenida de Madrid Nº1                            | 231 232 N200                                     |
| 17772  |      | Villalbilla       | Camino de San Juan del Viso - Calle Mallorca                                    | Camino de San Juan del Viso S/N.º                | 231 N200                                         |
| 18521  |      | Villalbilla       | Calle de los Baños de Sacedón - Urbanización El Viso                            | Calle de los Baños de Sacedón Nº2                | 231 N200                                         |
| 18522  |      | Villalbilla       | Calle de los Baños de Sacedón - Calle de Dámaso Alonso                          | Calle de los Baños de Sacedón Nº20               | N200                                             |
| 18523  |      | Villalbilla       | Avenida de los Antiguos Baños de la Isabela - Plaza de Gabriel García Márquez   | Avenida de los Antiguos Baños de la Isabela Nº42 | N200                                             |
| 20702  |      | Villalbilla       | Avenida de Gabriel García Márquez - Avenida de los Antiguos Baños de la Isabela | Avenida de Gabriel García Márquez Nº21           | 231 N200                                         |
| 20700  |      | Villalbilla       | Avenida de Miguel de Cervantes - Avenida de Gabriel García Márquez              | Avenida de Miguel de Cervantes Nº74              | 231 N200                                         |
| 20698  |      | Villalbilla       | Avenida de Miguel de Cervantes - Calle de Ramón Gómez de la Serna               | Avenida de Miguel de Cervantes Nº74              | 231 N200                                         |
| 20696  |      | Villalbilla       | Avenida de Miguel de Cervantes - Parque del Lago                                | Avenida de Miguel de Cervantes Nº64              | 231 N200                                         |
| 20692  |      | Villalbilla       | Calle de Mariano José de Larra - Supermercado                                   | Calle de Mariano José de Larra Nº23              | 231 N200                                         |
| 17498  |      | Villalbilla       | Carretera M-300 - Plaza de Rubén Darío                                          | M-300 km. 19,6                                   | 231 232 N200                                     |
| 19944  |      | Villalbilla       | Carretera M-300 - Urbanización Los Hueros                                       | Calle de Joaquín Sorolla Nº12                    | 231 N200                                         |
| 08999  |      | Villalbilla       | Carretera M-300 - El Gurugú                                                     | M-300 km. 23,8                                   | 231 232 260 271 272 320 N200                     |
| 12416  |      | Alcalá de Henares | Paseo de Pastrana - Calle de Bolarque                                           | Paseo de Pastrana Nº34                           | 231 232 260 271 272 320 N200                     |
| 06976  |      | Alcalá de Henares | Plaza Puerta del Vado - Paseo de las Moreras                                    | Plaza Puerta del Vado Nº3                        | 260 271 272 320 N200 2                           |
| 20659  |      | Alcalá de Henares | Calle Demetrio Ducas - Avenida de Madrid                                        | Calle Demetrio Ducas Nº1                         | 271 272 N200 2 5                                 |
| 19419  |      | Alcalá de Henares | Vía Complutense - Calle de la Ribera                                            | Vía Complutense Nº46                             | 223 231 232 251 252 254 255 FS2 N200 VAC-243     |
| 12785  |      | Alcalá de Henares | Vía Complutense - Calle Tuy                                                     | Vía Complutense Nº78                             | 223 231 232 251 252 254 255 824 FS2 N200 N202 11 |
| 12783  |      | Alcalá de Henares | Vía Complutense - Calle Barrio Ledesma                                          | Vía Complutense Nº118                            | 223231232251252254255824 FS2 N200N202 11         |

1. 1 2 3 4 5 6 7 8 9  Sólo permite el descenso de viajeros